# Калачов, Дмитрий Викторович
Дми́трий Ви́кторович Калачо́в (Калаче́в) (1861 — не ранее 1914) — камергер (1908), действительный статский советник (1914), член Государственного совета Российской империи, юрист, помещик.

## Биография
Родился в русской православной дворянской помещичьей семье. Происходил из дворянского рода Калачовых. Сын В. В. Калачова, брат Г. В. Калачова. Был землевладельцем, к 1906 году ему принадлежало 578 десятин родовой земли и 110 десятин приобретённой.
Окончил частную Московскую гимназию Л. И. Поливанова. Учился на юридическом факультете Московского университета, не окончив курса, перешел в Демидовский юридический лицей в Ярославль, который также не окончил. С 1884 года был канцелярским служителем Ярославского дворянского депутатского собрания. В 1885 году стал чиновником особых поручений при Черниговском губернаторе. В 1885—1887 годы был директором Попечительного о тюрьмах комитета Эстляндской губернии. Угличский (1893) и Мышкинский уездный предводитель дворянства. В 1906—1909 годах — уполномоченный ярославского дворянства на съездах объединённого дворянства. С 1889  года непременный член Мышкинского уездного по крестьянским делам присутствия, член Мышкинского и Угличского училищных советов. Гласный Мышкинского уездного и Ярославского губернского земских собраний. С 1893 года почётный мировой судья Мышкинского, с 1897 Угличского уездов. Уполномоченный ярославского дворянства на 8-11-м съездах Объединенного дворянства. В 1903 году получил чин коллежский асессор. В 1906—1909 годах избирался членом Государственного совета от Ярославского губернского земского собрания. Входил в Правый кружок Центра группы. Член комиссии для рассмотрения заявлений членов Государственного совета о представлении всеподданнейшего адреса (1906). Был одним из организаторов дворянского отряды Красного Креста в Русско-японской войне. В 1909 году выбыл в связи с окончанием срока полномочий. Дальнейшая судьба неизвестна.

## Семья
Был женат на Марии Александровне Потёмкиной. Дети: Варвара, Сергей.